# Regina Dewdney (circonscription saskatchewanaise)
Pour les articles homonymes, voir Regina (homonymie) et Dewdney.
Circonscription électorale provinciale du Canada
Regina Dewdney est une ancienne circonscription électorale provinciale de la Saskatchewan au Canada. Elle est représentée à l'Assemblée législative de la Saskatchewan de 1991 à 2016.

## Géographie
La circonscription comprend les quartiers de Dewdney, Crescent Park, Glenelm Park (en), Glenelm Park South, Gardiner Park, Arcola East-Nord Side, Gardiner Heights, Wood Meadows, Glencairn et la moitié de Glencairn Village de la ville de Regina.

## Liste des députés
| Parlement                                           | Années         | Député         | Député         | Parti           |
| Regina Dewdney                                      | Regina Dewdney | Regina Dewdney | Regina Dewdney | Regina Dewdney  |
| --------------------------------------------------- | -------------- | -------------- | -------------- | --------------- |
| 22e                                                 | 1991–1995      |                | Ed Tchorzewski | Néo-démocrate   |
| 23e                                                 | 1995–1999      |                | Ed Tchorzewski | Néo-démocrate   |
| 23e                                                 | 1999-1999      | Kevin Yates    |                | Néo-démocrate   |
| 24e                                                 | 1999–2003      | Kevin Yates    |                | Néo-démocrate   |
| 25e                                                 | 2003–2007      | Kevin Yates    |                | Néo-démocrate   |
| 26e                                                 | 2007–2011      | Kevin Yates    |                | Néo-démocrate   |
| 27e                                                 | 2011–2016      |                | Gene Makowsky  | Saskatchewanais |
| Circonscription dissoute parmi Regina Gardiner Park |                |                |                |                 |